# Mistrzostwa Świata U-20 w Rugby Union Mężczyzn 2020
Mistrzostwa Świata U-20 w Rugby Union Mężczyzn 2020 (2020 World Rugby U20 Championship) – mistrzostwa świata w rugby union dla drużyn narodowych do lat dwudziestu, organizowane przez World Rugby. Turniej został zaplanowany do rozegrania we Włoszech w dniach 28 czerwca – 18 lipca 2020 roku, został jednak odwołany w związku z pandemią COVID-19.
Federazione Italiana Rugby otrzymała prawa do organizacji zawodów pod koniec czerwca 2019 roku, tuż po zakończeniu poprzedniej edycji. W połowie stycznia 2020 roku ogłoszono, iż zawody zaplanowano w czterech miastach północnych Włoch, podano również składy grup i rozkład gier. Turniej finałowy został odwołany przez World Rugby w związku z pandemią COVID-19 pod koniec marca 2020 roku.

## Uczestnicy
W zawodach uczestniczyć miało jedenaście najwyżej sklasyfikowanych drużyn z poprzednich mistrzostw oraz zwycięzca World Rugby U-20 Trophy 2019.
| Zespół                 | Liczba występów | Poprzednia pozycja |
| ---------------------- | --------------- | ------------------ |
| Francja U-20           | 12              | 1                  |
| Australia U-20         | 12              | 2                  |
| Południowa Afryka U-20 | 12              | 3                  |
| Argentyna U-20         | 12              | 4                  |
| Anglia U-20            | 12              | 5                  |
| Walia U-20             | 12              | 6                  |
| Nowa Zelandia U-20     | 12              | 7                  |
| Irlandia U-20          | 12              | 8                  |
| Włochy U-20            | 10              | 9                  |
| Gruzja U-20            | 4               | 10                 |
| Fidżi U-20             | 8               | 11                 |
| Japonia U-20           | 5               | awans z WRT 2019   |